# David Odonkor
David Odonkor (Bünde, 21 de febrero de 1984) es un exfutbolista y entrenador alemán que jugaba en la posición de centrocampista

## Trayectoria
Su debut en la Bundesliga fue en el 2002 contra el FC St. Pauli. Era un jugador con una velocidad endiablada (realiza los 100 m en 10'8 segundos) siendo uno de los jugadores más rápidos del mundo, si no el que más. Puede jugar de extremo o lateral derecho y tenía un gran futuro antes de su lesión.
Odonkor jugó poco en el Betis. En la 06/07 apenas jugó 13 partidos, pasando a 20 en la 07/08 y a tan sólo 7 en la 08/09. Tras el descenso del Betis a Segunda Odonkor mostró su compromiso y fidelidad al club al quedarse en el equipo, rechazando numerosas ofertas procedentes de la Bundesliga. Muchos pensaron que el alemán sería una pieza importante del equipo en la categoría de plata, pero una grave lesión lo mantuvo apartado de los terrenos de juego, hasta el final de la temporada. En los últimos partidos de la Liga Adelante, jugándose el Betis el ascenso, Odonkor firmó partidos espectaculares. Frente al Huesca dio una excelente asistencia, para que Juanma rematara de inapelable testarazo, dando la victoria al equipo verdiblanco. Por si fuera poco frente al Salamanca Odonkor anotó el gol que le dio el empate al Betis, manteniéndole con opciones de ascender. En el último partido, frente al Levante, el alemán marcó un gol magnífico, un potentísimo derechazo desde fuera del área que barrió las telarañas del meta levantino Munúa,. En su increíble final de temporada, en 3 partidos consiguió dos goles y una asistencia, mostrando su gran compromiso e impresionante velocidad en todo momento.
Al final de la temporada quedó libre y fichó por el Alemannia Aquisgrán. Tras su paso por el equipo alemán firmó por el Hoverla Uzhhorod ucraniano que esa temporada había ascendido a la máxima categoría de su país. Tras una temporada en el equipo decide retirarse del fútbol.
En 2019 vuelve al fútbol en activo al fichar por el SV Wilhelmshaven de la Oberliga.

## Selección nacional
Estuvo involucrado en los campeonatos del 2000 y 2001 de la sub-16 en Europa. Sin embargo, no anotó ningún gol en el 2000, a diferencia del 2001, que lo obtuvo en un partido contra Rumania donde ganaron 8-2. Alemania logró llegar a los cuartos de final, perdiendo en penales en las dos ocasiones, contra Portugal en el 2000 e Inglaterra en el 2001.
En el 2006, se convirtió en una de las sorpresas de la selección de fútbol de Alemania, para la Copa Mundial de Fútbol de 2006, a pesar de no haber sido llamado previamente para partidos internacionales. Sin embargo, ha tenido varias apariciones en la selección juvenil.
El 30 de mayo de 2006, Odonkor debutó para la selección alemana en un partido amistoso contra Japón. Por desgracia, algunos sectores neonazis alemanes miraron con muy malos ojos su llegada a la selección, por motivos obviamente racistas. Apareció como sustituto en los primeros dos partidos regulares de la Copa Mundial; contra Polonia, Odonkor jugó bien y dio una asistencia a Oliver Neuville para anotar el único gol del partido en tiempo de compensación en el segundo tiempo regular, además de estar cerca de anotar un gol el mismo, aunque quien le dio la asistencia, Michael Ballack, se encontraba en fuera de juego al dar el pase a Odonkor. También hizo unas apariciones como sustituto en cuartos de final ante Argentina y en la semifinal contra Italia.

### Participaciones en Copas del Mundo
| Copa              | Sede     | Resultado    | Partidos | Goles |
| ----------------- | -------- | ------------ | -------- | ----- |
| Copa Mundial 2006 | Alemania | Tercer lugar | 4        | 0     |

### Participaciones en Eurocopas
| Copa          | Sede            | Resultado  | Partidos | Goles |
| ------------- | --------------- | ---------- | -------- | ----- |
| Eurocopa 2008 | Austria · Suiza | Subcampeón | 1        | 0     |

## Estadísticas

### Clubes

#### Como jugador
| Borussia Dortmund II · Alemania | 4.ª           | 2001-02       | 14  | 2  | — | — | — | — | — | — | 14  | 2  |
| Borussia Dortmund II · Alemania | 3.ª           | 2002-03       | 18  | 2  | — | — | — | — | — | — | 18  | 2  |
| Borussia Dortmund II · Alemania | 3.ª           | 2003-04       | 9   | 2  | — | — | — | — | — | — | 9   | 2  |
| Borussia Dortmund II · Alemania | 3.ª           | 2004-05       | 6   | 1  | — | — | — | — | — | — | 6   | 1  |
| Borussia Dortmund II · Alemania | 4.ª           | 2005-06       | 3   | 0  | — | — | — | — | — | — | 3   | 0  |
| Borussia Dortmund II · Alemania | Total club    | Total club    | 50  | 7  | — | — | — | — | — | — | 50  | 7  |
| Borussia Dortmund · Alemania | 1.ª           | 2001-02       | 2   | 0  | 0 | 0 | — | — | 1 | 0 | 3   | 0  |
| Borussia Dortmund · Alemania | 1.ª           | 2002-03       | 6   | 0  | 0 | 0 | — | — | 1 | 0 | 7   | 0  |
| Borussia Dortmund · Alemania | 1.ª           | 2003-04       | 24  | 1  | 1 | 0 | 2 | 0 | 3 | 0 | 30  | 1  |
| Borussia Dortmund · Alemania | 1.ª           | 2004-05       | 7   | 0  | 0 | 0 | 2 | 0 | 2 | 1 | 11  | 1  |
| Borussia Dortmund · Alemania | 1.ª           | 2005-06       | 33  | 1  | 1 | 0 | — | — | 2 | 0 | 36  | 1  |
| Borussia Dortmund · Alemania | 1.ª           | 2006-07       | 2   | 0  | 0 | 0 | — | — | — | — | 2   | 0  |
| Borussia Dortmund · Alemania | Total club    | Total club    | 74  | 2  | 2 | 0 | 4 | 0 | 9 | 1 | 89  | 3  |
| Real Betis Balompié · España | 1.ª           | 2006-07       | 13  | 0  | 2 | 0 | — | — | — | — | 15  | 0  |
| Real Betis Balompié · España | 1.ª           | 2007-08       | 20  | 1  | 0 | 0 | — | — | — | — | 20  | 1  |
| Real Betis Balompié · España | 1.ª           | 2008-09       | 7   | 0  | 0 | 0 | — | — | — | — | 7   | 0  |
| Real Betis Balompié · España | 2.ª           | 2009-10       | 11  | 1  | 1 | 0 | — | — | — | — | 12  | 1  |
| Real Betis Balompié · España | 2.ª           | 2010-11       | 0   | 0  | 0 | 0 | — | — | — | — | 0   | 0  |
| Real Betis Balompié · España | Total club    | Total club    | 51  | 2  | 3 | 0 | — | — | — | — | 54  | 2  |
| Alemannia Aachen · Alemania | 2.ª           | 2011-12       | 23  | 2  | 0 | 0 | — | — | — | — | 23  | 2  |
| F. C. Hoverla Uzhhorod · Ucrania | 1.ª           | 2012-13       | 14  | 2  | 0 | 0 | — | — | — | — | 14  | 2  |
| TuS Bövinghausen · Alemania | 6.ª           | 2021-22       | 13  | 1  | — | — | — | — | — | — | 13  | 1  |
| Total carrera | Total carrera | Total carrera | 225 | 16 | 5 | 0 | 4 | 0 | 9 | 1 | 243 | 17 |
| (1) Incluye datos de la Copa de Alemania (2003-06) y Copa del Rey (2006-10). (2) Incluye datos de la Copa de la Liga de Alemania (2003-04). (3) Incluye datos de la Copa de la UEFA (2001-04), Liga de Campeones (2002-03) y Copa Intertoto (2004-05). |               |               |     |    |   |   |   |   |   |   |     |    |

#### Como entrenador
| Club                               | País     | Año       |
| ---------------------------------- | -------- | --------- |
| SC Verl (2.º entrenador)           | Alemania | 2013-2014 |
| SC Herford (2.º entrenador)        | Alemania | 2014-2015 |
| TuS Dornberg                       | Alemania | 2015      |
| Hammer SpVg (jefe de deportes)     | Alemania | 2015-2017 |
| SpVgg Bad Pyrmont                  | Alemania | 2017-2019 |
| Eskişehirspor (director deportivo) | Turquía  | 2019      |

## Palmarés

### Campeonatos nacionales
| Título        | Club              | País     | Año  |
| ------------- | ----------------- | -------- | ---- |
| 1. Bundesliga | Borussia Dortmund | Alemania | 2002 |

## Vida personal
Su padre es ghanés y su madre es alemana. Se convirtió en el ganador del reality show "Celebrity Big Brother 2015", el Gran Hermano VIP alemán.